# Elasmus rufiventris
Elasmus rufiventris is een vliesvleugelig insect uit de familie Eulophidae. De wetenschappelijke naam is voor het eerst geldig gepubliceerd in 1947 door Ferrière.